# Ossinyà
Ossinyà, sovint anomenat Aussinyà i Sant Fruitós d'Ossinyà, és un poble i cap de parròquia del terme municipal de Sant Ferriol a la comarca de la Garrotxa.
És al sector sud-est del terme municipal, a prop del límit amb els de Sant Miquel de Campmajor i de Serinyà. És al sud-oest de la Urbanització Comtal, a través de l'actual s'accedeix, per dues pistes diferents al que és considerat nucli d'Ossinyà, la masia de Can Jan, i a l'antiga església parroquial de Sant Fruitós d'Ossinyà. És a l'esquerra de la riera de Junyell, afluent per la dreta del Fluvià, al sud-est del Puig Cornador i de la Serra del Sagrat Cor, així com al nord del cim del Pi de Sant Josep. Queda al sud de Besalú i al sud-oest de Juïnyà. El lloc, actualment despoblat, és esmentat des del 975, amb el nom d'Ursiniano. L'església parroquial, romànica però amb modificacions posteriors. Estava en ruïnes i, el 2001, fou restaurada amb encert. És d'una nau, amb absis i porta amb arquivolta sobre àbac, a migdia.
Ossinyà va ser municipi independent fins al 1846, quan va ser incorporat, juntament amb d'altres petits pobles i disseminats, al llavors municipi de la Parròquia de Besalú, actual Sant Ferriol.